# Liste estnischsprachiger Schriftsteller

## A
- Aliis Aalmann (* 1995)
- Kai Aareleid (* 1972)
- Johannes Aavik (1880–1973)
- Hendrik Adamson (1891–1946)
- Valmar Adams (1899–1993)
- Artur Adson (1889–1977)
- Vahur Afanasjev (1979–2021)
- Eda Ahi (* 1990)
- Kalju Ahven (1921–1946)
- Priit Aimla (* 1941)
- Mihkel Aitsam (1877–1953)
- Ave Alavainu (1942–2022)
- Tiit Aleksejev (* 1968)
- Martin Algus (* 1973)
- August Alle (1890–1952)
- Artur Alliksaar (1923–1966)
- Andres Alver (1869–1903)
- Betti Alver (1906–1989)
- Leili Andre (1922–2007)
- Nigol Andresen (1899–1985)
- Silver Anniko (1928–1982)
- August Annist (1899–1972)
- Epp Annus (* 1969)
- Viljo Anslan (1937–2017)
- Ansomardi (1866–1915)
- Aleksander Antson (1899–1945)
- Leo Anvelt (1908–1983)
- Ott Arder (1950–2004)
- Jim Ashilevi (* 1984)
- Harri Asi (1922–2009)
- Elisabeth Aspe (1860–1927)
- Karl Ast (1886–1971)
- Elise Aun (1863–1932)

## B
- Matt Barker (* 1979)
- Nikolai Baturin (1936–2019)
- Aimée Beekman (* 1933)
- Vladimir Beekman (1929–2009)
- Priidu Beier (* 1957)
- Maimu Berg (* 1945)
- Aarne Biin (1942–2022)
- Jaan Bergmann (1856–1916)
- Eduard Bornhöhe (1862–1923)
- Tõnis Braks (1885–1966)
- Piret Bristol (* 1968)
- Reiner Brocmann (1609–1647)
- Villem Buk (1879–1941)

## C
- Contra (d. i. Margus Konnula; * 1974)

## E
- Peep Ehasalu (* 1966)
- Andres Ehin (1940–2011)
- Kristiina Ehin (* 1977)
- Jüri Ehlvest (1967–2006)
- Matthias Johann Eisen (1857–1934)
- Salme Ekbaum (1912–1995)
- Elmo Ellor (1907–1986)
- Alide Ertel (1877–1955)
- Ernst Enno (1875–1934)
- Erika Esop (1927–1999)

## F
- Friedrich Robert Faehlmann (1798–1850)
- Carl Wilhelm Freundlich (1803–1872)
- Meelis Friedenthal (* 1973)

## G
- August Gailit (1891–1960)
- Hellar Grabbi (1929–2018)
- Ado Grenzstein (1849–1916)
- Sveta Grigorjeva (* 1988)
- Villem Gross (1922–2001)
- Peeter Grünfeldt (1865–1937)
- Ivar Grünthal (1924–1996)
- Villem Grünthal-Ridala (1885–1942)

## H
- Harri Haamer (1906–1987)
- Anna Haava (1864–1957)
- Paul Haavaoks (1924–1983)
- Lehte Hainsalu (* 1938)
- Kristjan Haljak (* 1990)
- Aime Hansen (* 1962)
- Indrek Hargla (* 1970)
- Viiu Härm (* 1944)
- Marie Heiberg (1890–1942)
- Mehis Heinsaar (* 1973)
- Gert Helbemäe (1913–1974)
- Henn-Kaarel Hellat (1932–2017)
- Kärt Hellerma (* 1956)
- Peeter Helme (* 1978)
- Sass Henno (* 1982)
- Karl August Hermann (1851–1909)
- Erni Hiir (1900–1989)
- Karl August Hindrey (1875–1947)
- Kadri Hinrikus (* 1970)
- Aadu Hint (1910–1989)
- Indrek Hirv (* 1956)
- Otto Reinhold von Holtz (1757–1828)
- Andrei Hvostov (* 1963)

## I
- Peep Ilmet (* 1948)
- Väino Ilus (* 1929)
- Aapo Ilves (* 1970)
- Johnny B. Isotamm (1939–2014)
- Ivar Ivask (1927–1992)

## J
- Merle Jääger (* 1965)
- Jaak Järv (1852–1920)
- Juhan Jaik (1899–1948)
- August Jakobson (1904–1963)
- Carl Robert Jakobson (1841–1882)
- Peeter Jakobson (1854–1899)
- Ilmar Jaks (1923–2019)
- Richard Janno (1900–1942)
- Johann Voldemar Jannsen (1819–1890)
- Jaak Jõerüüt (* 1947)
- Harri Jõgisalu (1922–2014)
- Valter Juhkum (1899–1934)
- Ottniell Jürissaar (1924–2014)
- Helvi Jürisson (1928–2023)
- Mihkel Jürna (1899–1972)
- Ruth Jyrjo (* 1969)

## K
- Aira Kaal (1911–1988)
- Ain Kaalep (1926–2020)
- Valter Kaaver (1904–1946)
- Boris Kabur (1917–2002)
- Jaan Kärner (1891–1958)
- Mihkel Kaevats (* 1983)
- Holger Kaints (* 1957)
- Krista Kajar (1943–2013)
- Madde Kalda (1903–1984)
- Mart Kalda (1926–2001)
- Martti Kalda (* 1973)
- Kätlin Kaldmaa (* 1970)
- Toomas Kall (* 1947)
- Aino Kallas (1878–1956)
- Axel Kallas (1890–1922)
- Teet Kallas (* 1943)
- Ain Kalmus (1906–2001)
- Reinhold Kamsen (1871–1952)
- Bernard Kangro (1910–1994)
- Maarja Kangro (* 1973)
- Kalju Kangur (1925–1989)
- Mart Kangur (* 1971)
- Christian Kannike (1863–1891)
- Jaan Kaplinski (1941–2021)
- Henno Käo (1942–2004)
- Käsu Hans (?–1715)
- Doris Kareva (* 1958)
- Karl Ferdinand Karlson (1875–1941)
- Urve Karuks (1936–2015)
- Berit Kaschan (* 1985)
- Andrus Kasemaa (* 1984)
- Arno Kasemaa (1915–1999)
- Kalle Käsper (* 1952)
- Kristiina Kass (* 1970)
- Raimond Kaugver (1926–1992)
- Ülle Kauksi (* 1962)
- Jan Kaus (* 1971)
- Kaur Kender (* 1971)
- Mika Keränen (* 1973)
- Kalev Kesküla (1959–2010)
- Leida Kibuvits (1907–1976)
- Heino Kiik (1927–2013)
- Enn Kippel (1901–1942)
- August Kirsimägi (1905–1933)
- August Kitzberg (1855–1927)
- Mart Kivastik (* 1963)
- Aita Kivi (* 1954)
- Albert Kivikas (1898–1978)
- Andrus Kivirähk (* 1970)
- Sven Kivisildnik (* 1964)
- Veronika Kivisilla (* 1978)
- Eva Koff (* 1973)
- Indrek Koff (* 1975)
- Lydia Koidula (1843–1886)
- Madis Kõiv (1929–2014)
- Salme Kõiv (1909–2007)
- Jüri Kolk (* 1972)
- Raimond Kolk (1924–1992)
- Ilmi Kolla (1933–1954)
- Marko Kompus (* 1972)
- Margus Konnula (* 1974)
- Armin Kõomägi (* 1969)
- Carl Eduard Anton Körber (1802–1883)
- Jakob Kõrv (1849–1916)
- Vladislav Koržets (* 1951)
- Igor Kotjuh (* 1978)
- Kustas Kotsar (1872–1942)
- Felix Kotta (1910–1963)
- Kadri Kõusaar (* 1980)
- Raissa Kõvamees (1907–1989)
- Friedrich Reinhold Kreutzwald (1803–1882)
- Kaarel Krimm (1863–1894)
- Janika Kronberg (* 1963)
- Jaan Kross (1920–2007)
- Hasso Krull (* 1964)
- Erni Krusten (1900–1984)
- Pedro Krusten (1897–1987)
- Oskar Kruus (1929–2007)
- Priit Kruus (1981–2018)
- Kalju Kruusa (* 1973)
- Jaan Kruusvall (1940–2012)
- Reet Kudu (* 1949)
- Friedrich Kuhlbars (1841–1924)
- Ilmar Külvet (1920–2002)
- Juhan Kunder (1852–1888)
- Asko Künnap (* 1971)
- Leo Kunnas (* 1967)
- Kalle Kurg (* 1942)
- Lembit Kurvits (1954–2017)
- Elar Kuus (1899–1988)
- Paul Kuusberg (1916–2003)

## L
- Ilmar Laaban (1921–2000)
- Ilona Laaman (1934–2017)
- Mari Laaniste (* 1977)
- Helle Laas (* 1941)
- Uno Laht (1924–2008)
- Andres Langemets (* 1948)
- Jaan Lattik (1878–1967)
- Margus Lattik (Mathura) (* 1973)
- Vello Lattik (1935–2007)
- Katrin Laur (* 1955)
- Hans Leberecht (1910–1960)
- Maria Lee Liivak (* 1984)
- Diana Leesalu (* 1982)
- Jüri Leesment (* 1961)
- Harri Lehiste (1931–1984)
- Tõnis Lehtmets (* 1937)
- Ira Lember (1926–2025)
- Jana Lepik (* 1981)
- Kalju Lepik (1920–1999)
- Marta Lepp (1883–1940)
- Ahto Levi (1931–2006)
- Katre Ligi (* 1953)
- Jakob Liiv (1859–1938)
- Juhan Liiv (1864–1913)
- Toomas Liiv (1946–2009)
- Ardi Liives (1929–1992)
- Juhan Lilienbach (1870–1928)
- Johann Lill (1854–1914)
- Enn Lillemets (* 1958)
- Peeter Lindsaar (1906–1990)
- Aado Lintrop (* 1956)
- Jaan Lintrop (1885–1962)
- Martin Lipp (1854–1923)
- Aivo Lõhmus (1950–2005)
- Margit Lõhmus (* 1985)
- Endel Loide (1900–1976)
- Jaan Lõo (1872–1939)
- Kairi Look (* 1983)
- Ingvar Luhaäär (* 1945)
- Georg Eduard Luiga (1866–1936)
- Hans Luik (1927–2017)
- Viivi Luik (* 1946)
- August Lukin (1888–1942)
- Oskar Luts (1887–1953)
- Lilli Luuk (* 1976)

## M
- Einar Maasik (1929–2009)
- Helmi Mäelo (1898–1978)
- Mart Mäger (1935–1993)
- Arvo Mägi (1913–2004)
- Jaan Malin (* 1960)
- August Mälk (1900–1987)
- Heljo Mänd (1926–2020)
- Jakob Mändmets (1871–1930)
- Eduard Männik (1906–1966)
- Peter August Friedrich von Manteuffel (1768–1842)
- Iko Maran (1915–1999)
- Timo Maran (* 1975)
- Aime Maripuu (* 1934)
- Veiko Märka (* 1964)
- Georg(e) Gottfried Marpurg (1755–1835)
- Uku Masing (1909–1985)
- Paavo Matsin (* 1970)
- Ülo Mattheus (* 1956)
- Kaupo Meiel (* 1975)
- Peeter Meisel (1901–1937)
- Lennart Meri (1929–2006)
- Kersti Merilaas (1913–1986)
- Arne Merilai (* 1961)
- Mait Metsanurk (1879–1957)
- Ene Mihkelson (1944–2017)
- Valdur Mikita (* 1970)
- Heino Mikiver (1924–2004)
- Ilmar Mikiver (1920–2010)
- Voldemar Miller (1911–2006)
- Vassili Mölder (1878–1943)
- Reed Morn (1898–1978)
- Fagira D. Morti (Margit Adorf) (* 1974)
- Mats Mõtslane (1884–1956)
- Mudlum (Made Luiga) (* 1966)
- Helgi Muller (1932–1971)
- Otto Münther (1864–1929)
- Kati Murutar (Kati Vatmann) (* 1967)
- Ann Must (* 1953)
- Mihkel Mutt (* 1953)

## N
- Ellen Niit (1928–2016)
- Endel Nirk (1925–2018)
- Dagmar Normet (1921–2008)
- Enn Nõu (* 1933)
- Helga Nõu (* 1934)
- Minni Nurme (1917–1994)

## O
- Julius Oengo (1901–1941)
- Kirsti Oidekivi (* 1959)
- Merike Õim (* 1951)
- Hannes Oja (1919–2012)
- Liisi Ojamaa (1972–2019)
- Jaan Oks (1884–1918)
- Tõnu Õnnepalu (* 1962)
- Alma Ostra (1886–1960)
- Elmar Õun (1906–1977)
- Voldemar Õun (1893–1986)
- Ervin Õunapuu (* 1956)

## P
- Triin Paja (* 1990)
- Imbi Paju (* 1959)
- Juhan Paju (1939–2003)
- Eduard Päll (1903–1989)
- Jüri Parijõgi (1892–1941)
- Eeva Park (* 1950)
- Jakob Pärn (1843–1916)
- Maarja Pärtna (* 1986)
- Ralf Parve (1919–2011)
- Katrin Pauts (* 1977)
- Juhan Peegel (1919–2007)
- Peno Alnovo (1902–1937)
- Aino Pervik (1932–2025)
- Kristian Jaak Peterson (1801–1822)
- Ernst Peterson-Särgava (1868–1958)
- Epp Petrone (* 1974)
- Justin Petrone (* 1979)
- Elmar Pettai (1912–2008)
- Carolina Pihelgas (* 1986)
- Magda Pihla (1908–1989)
- Merlin Piirve (* 1986)
- Lauri Pilter (* 1971)
- Aare Pilv (* 1976)
- Vaike Pilvistu (1926–1993)
- Nasta Pino (1934–2017)
- Ülar Ploom (* 1955)
- Maximilian Põdder (1852–1905)
- Rein Põder (1943–2018)
- Priit Põhjala (* 1982)
- Asta Põldmäe (* 1944)
- Piret Põldver (* 1985)
- Hans Pöögelmann (1875–1938)
- Lilli Promet (1922–2007)
- Peeter Puide (* 1938)
- Holger Pukk (1920–1997)
- Juhani Püttsepp (* 1964)

## R
- Salme Raatma (1915–2008)
- Kerttu Rakke (* 1970)
- Valeria Ränik (* 1964)
- Adolf Rammo (1922–1998)
- Ain Rannaleet (1904–1937)
- Silvia Rannamaa (1918–2007)
- Jaan Rannap (1931–2023)
- Egon Rannet (1911–1983)
- Aleksis Rannit (1914–1985)
- Eno Raud (1928–1996)
- Mart Raud (1903–1980)
- Mihkel Raud (* 1969)
- Piret Raud (* 1971)
- Rein Raud (* 1961)
- Toomas Raudam (* 1947)
- Hugo Raudsepp (1883–1952)
- Mait Raun (* 1963)
- Ott Raun (* 1940)
- Vallo Raun (1935–2024)
- Helju Rebane (* 1948)
- Carl Martin Redlich (1853–1896)
- Reeli Reinaus (* 1977)
- Astrid Reinla (1948–1995)
- Ado Reinvald (1847–1922)
- Olev Remsu (* 1947)
- Andres Rennit (1860–1936)
- Kaur Riismaa (* 1986)
- Rudolf Rimmel (1937–2003)
- Ringo Ringvee (* 1968)
- Karl Ristikivi (1912–1977)
- Birk Rohelend (* 1981)
- Richard Roht (1891–1950)
- Aarand Roos (1940–2020)
- Arthur Roose (1903–1929)
- Jürgen Rooste (* 1979)
- Aarne Ruben (* 1971)
- Olavi Ruitlane (* 1969)
- Jaan Rummo (1897–1960)
- Paul Rummo (1909–1981)
- Paul-Eerik Rummo (* 1942)
- Karl Rumor (1886–1971)
- Hando Runnel (* 1938)
- Friedrich Nikolai Russow (1828–1906)

## S
- Kalju Saaber (* 1944)
- Andres Saal (1861–1931)
- Anti Saar (* 1980)
- Ants Saar (1920–1989)
- Hendrik Saar (1893–1944?)
- Juhan Saar (1929–2007)
- Olivia Saar (1931–2025)
- Veera Saar (1912–2004)
- Karin Saarsen (1926–2018)
- Mari Saat (* 1947)
- Aija Sakova (* 1980)
- Edgar Valter Saks (1910–1984)
- Herbert Salu (1911–1988)
- Rein Saluri (1939–2023)
- Einar Sanden (1932–2007)
- Mart Sander (* 1967)
- Rein Sander (* 1945)
- August Sang (1914–1969)
- Joel Sang (* 1950)
- Peeter Sauter (* 1962)
- Edgar Sein (1908–1941)
- Johannes Semper (1892–1970)
- Milvi Seping (1929–2022)
- Ly Seppel (* 1943)
- Raivo Seppo (* 1973)
- Herman Sergo (1911–1989)
- François Serpent (* 1971)
- Ilmar Sikemäe (1914–1998)
- Ivar Sild (* 1977)
- Joonas Sildre (* 1980)
- Marta Sillaots (1887–1969)
- Kertu Sillaste (* 1973)
- Karl Martin Sinijärv (* 1971)
- Aristarch Sinkel (1912–1988)
- Rudolf Sirge (1904–1970)
- Juhan Smuul (1922–1971)
- Redik Soar (1882–1946)
- Venda Sõelsepp (1923–2006)
- Lauri Sommer (* 1973)
- Karl Eduard Sööt (1862–1950)
- Triin Soomets (* 1969)
- Lilli Suburg (1841–1923)
- Juhan Sütiste (1899–1945)
- Harald Suislepp (1921–2000)
- Gustav Suits (1883–1956)
- Heino Susi (1925–1987)
- Suve Jaan (1777–1851)
- Aleksander Suuman (1927–2003)
- Anton Suurkask (1873–1965)

## T
- Agnes Taar (1897–1976)
- Ilmar Talve (1919–2007)
- Mai Talvest (1909–2001)
- Jüri Talvet (* 1945)
- Heiti Talvik (1904–1947)
- Jakob Tamm (1861–1907)
- Villu Tamme (* 1963)
- Evald Tammlaan (1904–1945)
- Anton Hansen Tammsaare (1878–1940)
- Helmut Tarand (1911–1987)
- Indrek Tart (Julius Ürt) (* 1946)
- Ilmar Taska (* 1953)
- Aleksander Tassa (1882–1955)
- Triin Tasuja (* 1989)
- Jaan Tätte (* 1964)
- Tarmo Teder (* 1958)
- Andra Teede (* 1988)
- Arnold Terijõe (1902–1937?)
- Aino Tigane (1912–1991)
- Leida Tigane (1908–1983)
- Mihkel Tiks (* 1953)
- Erik Tohvri (1933–2020)
- Ilmar Tomusk (* 1964)
- Tiia Toomet (* 1947)
- Osvald Tooming (1914–1992)
- Elin Toona (* 1937)
- Rein Tootmaa (* 1957)
- Toivo Tootsen (* 1943)
- Mats Traat (1936–2022)
- Karl Trein (1900–1937)
- Ilmar Trull (* 1957)
- Irma Truupõld (1903–1980)
- Friedebert Tuglas (1886–1971)
- Leelo Tungal (* 1947)
- Kelly Turk (* 1993)
- Jüri Tuulik (1940–2014)
- Ülo Tuulik (* 1940)
- Liidia Tuulse (1912–2012)

## U
- Jüri Üdi (1948–1995)
- Enn Uibo (1912–1965)
- Udo Uibo (* 1956)
- Valev Uibopuu (1913–1997)
- Kauksi Ülle (* 1962)
- Marie Under (1883–1980)
- Jaan Undusk (* 1958)
- Mati Unt (1944–2005)
- Peeter Urm (geb. 1949)
- Jaak Urmet (* 1979)
- Albert Uustulnd (1925–1997)
- Eia Uus (* 1985)

## V
- Debora Vaarandi (1916–2007)
- Urmas Vadi (* 1977)
- Berk Vaher (* 1975)
- Luise Vaher (1912–1992)
- Vaapo Vaher (1945–2024)
- Vaino Vahing (1940–2008)
- Tauno Vahter (* 1978)
- Jaan Vahtra (1882–1947)
- Enn Vaigur (1910–1988)
- Mait Vaik (* 1969)
- Jaanus Vaiksoo (* 1967)
- Kätlin Vainola (* 1978)
- Heino Väli (1928–1990)
- Katrin Väli (* 1956)
- Silvi Väljal (1928–2014)
- Märt Väljataga (* 1965)
- Peet Vallak (1893–1959)
- Aidi Vallik (* 1971)
- Mari Vallisoo (1950–2013)
- Edgar Valter (1929–2006)
- Arvo Valton (1935–2024)
- Andres Vanapa (1924–2004)
- Hannes Varblane (1949–2022)
- Johannes Vares (Johannes Barbarus; 1890–1946)
- Rein Veidemann (* 1946)
- Mihkel Veske (1843–1890)
- Velli Verev (1927–1987)
- Enn Vetemaa (1936–2017)
- Arno Vihalemm (1911–1990)
- Bernhard Viiding (1932–2001)
- Elo Viiding (* 1974)
- Juhan Viiding (1948–1995)
- Paul Viiding (1904–1962)
- Arved Viirlaid (1922–2015)
- Livia Viitol (* 1953)
- Eduard Vilde (1865–1933)
- Valeeria Villandi (1924–2021)
- Tõnis Vilu (* 1988)
- Toomas Vint (* 1944)
- Henrik Visnapuu (1890–1951)
- Evald Voitk (1907–1976)
- Jaan Vorms (1885–1936)

## W
- Juhan Weitzenberg (1838–1877)
- Asta Willmann (1916–1984)
- Friedrich Wilhelm Willmann (1746–1819)
- Gustav Wulff-Õis (1865–1946)
- Hella Wuolijoki (1886–1954)